# Petr Vronský
Petr Vronský (1946) è un direttore d'orchestra ceco.
Dal 1983 al 1991 ha diretto l'Orchestra Filarmonica di Brno, divenendo in seguito il direttore dell'Orchestra Filarmonica Morava, con sede a Olomouc.

Inoltre, ha diretto anche le seguenti orchestre: l'Orchestra sinfonica di Berlino, la Sinfonica di Gothenburg, la Filarmonica Ceca, la Munich Radio Symphony e l'Orchestra Filarmonica di san Pietroburgo.